# Capital Cities (groupe)
Pour les articles homonymes, voir Capital Cities.
Capital Cities est un groupe de pop indépendante américain, originaire de Los Angeles, en Californie. Il est formé en 2010 par Ryan Merchant (chant, claviers, guitare) et Sebu Simonian (chant, clavier). Leur premier CD est publié le 7 juin 2011, et comprend le single Safe and Sound qui deviendra un succès. Le groupe comprend actuellement Ryan Merchant, Sebu Simonian, Manny Quintero à la basse, Spencer Ludwig à la trompette, Nick Merwin à la guitare, et Channing Holmes à la batterie.
Un nouveau single, Kangaroo Court, est publié le 27 mars 2012. Le groupe participe à la compilation Pop Up #1 de Perez Hilton, publiée le 7 août 2012. Leur chanson Safe and Sound est utilisée dans une publicité pour Vodafone. Leur premier album, In a Tidal Wave of Mystery, est publié le 4 juin 2013 au label Capitol Records en partenariat avec Lazy Hooks.

## Biographie
Ryan Merchant et Sebu Simonian se rencontrent en 2008, à la suite de la parution d'une petite annonce, sur le site Craiglist, posté par Sebu. Ils forment le groupe Capital Cities en 2010,. Le 7 juin 2011, ils publient leur premier CD éponyme avec comme titre Safe and Sound. Un an après, sort un second single, Kangaroo Court.
Safe and Sound atteint la huitième place dans Alternative Songs en février 2012. Perez Hilton choisit un remix pour sa compilation Pop Up #1 sorti en août 2012. En 2013, Vodafone choisit la chanson pour une campagne publicitaire en Allemagne, elle devient numéro un des ventes dans ce pays après quatre semaines de ventes selon Media Control Charts.
Le 8 mai 2013, il publie sur Internet une reprise de Stayin' Alive des Bee Gees. Le clip vidéo de leur chanson Safe and Sound remporte un MTV Video Music Awards 2013 (Meilleurs effets spéciaux dans une vidéo). En 2014, le groupe est choisi pour faire la première partie de la tournée Prismatic World Tour de Katy Perry en Amérique du Nord, de juin à début août.
Leur chanson Vowels apparaît dans le jeu de football, FIFA 17.

## Discographie

### CD
- 2011 : Capital Cities CD
- 2018 : Solarize

### Singles
- 2010 : Beginnings
- 2011 : Safe and Sound
- 2013 : Kangaroo Court
- 2013 : I Sold My Bed, But Not My Stereo
- 2014 : One Minute More
- 2016 : Vowels
- 2018 : Swimming Pool Summer

## Vidéographie

### Clips vidéo
- 2013 : Safe and Sound
- 2013 : Kangaroo Court
- 2014 : One Minute More
- 2014 : Farrah Fawcett Hair (Lyric Video) ft. André 3000
- 2014 : I Sold My Bed, But Not My Stereo
- 2016 : Vowels
- 2017 : Girl Friday (Lyric Video) ft. Rick Ross
- 2018 : My Name Is Mars (Lyric Video)
- 2020 : Swimming Pool Summer

### Autres vidéos
- 2013 : Safe And Sound (Behind The Scenes)
- 2013 : Kangaroo Court (Behind The Scenes)
- 2014 : Kangaroo Court (Court métrage)
- 2014 : One Minute More (Behind The Scenes)

## Distinctions
| Année | Cérémonie              | Catégorie                      | Musique        | Résultat   |
| ----- | ---------------------- | ------------------------------ | -------------- | ---------- |
| 2013  | MTV Music Award        | Meilleurs effets visuels       | Safe And Sound | Lauréat    |
| 2013  | MTV Music Award        | Meilleure direction artistique | Safe And Sound | Nomination |
| 2014  | Grammys Award          | Meilleur clip vidéo            | Safe And Sound | Nomination |
| 2014  | Billboard Music Awards | Top Rock Song                  |                | Nomination |
| 2014  | Billboard Music Awards | Top Rock Artist                | Nomination     |            |
| 2014  | Billboard Music Awards | Top New Artist                 | Nomination     |            |